# Tể tướng
Tể tướng (chữ Hán: 宰相) là một chức quan cao nhất trong hệ thống quan chế của phong kiến Á Đông, sau vị vua đang trị vì.
Chức nhiệm chính của Tể tướng là thay mặt vua giải quyết mọi việc về chính sự của quốc gia. Ban đầu chức vụ này chỉ có một người độc bá, nhưng theo các triều đại về sau muốn tránh lạm quyền, chức vụ này dần bị khống chế và san sẻ quyền lực bằng một số Hội đồng được lập ra tùy thời kì.